# Olaszország az 1992. évi téli olimpiai játékokon
Olaszország a franciaországi Albertville-ben megrendezett 1992. évi téli olimpiai játékok egyik részt vevő nemzete volt. Az országot az olimpián 11 sportágban 107 sportoló képviselte, akik összesen 14 érmet szereztek.

## Érmesek
| Érem  | Versenyző                                                          | Sportág  | Versenyszám                  |
| ----- | ------------------------------------------------------------------ | -------- | ---------------------------- |
| Arany | Alberto Tomba                                                      | Alpesisí | Férfi szuperóriás-műlesiklás |
| Arany | Josef Polig                                                        | Alpesisí | Férfi összetett              |
| Arany | Deborah Compagnoni                                                 | Alpesisí | Női szuperóriás-műlesiklás   |
| Arany | Stefania Belmondo                                                  | Sífutás  | Női 30 km                    |
| Ezüst | Alberto Tomba                                                      | Alpesisí | Férfi műlesiklás             |
| Ezüst | Gianfranco Martin                                                  | Alpesisí | Férfi összetett              |
| Ezüst | Marco Albarello                                                    | Sífutás  | Férfi 10 km                  |
| Ezüst | Maurilio De Zolt                                                   | Sífutás  | Férfi 50 km                  |
| Ezüst | Giuseppe Puliè Marco Albarello Giorgio Vanzetta Silvio Fauner      | Sífutás  | Férfi 4 × 10 km váltó        |
| Ezüst | Stefania Belmondo                                                  | Sífutás  | Női 10 km üldözőverseny      |
| Bronz | Giorgio Vanzetta                                                   | Sífutás  | Férfi 15 km üldözőverseny    |
| Bronz | Giorgio Vanzetta                                                   | Sífutás  | Férfi 50 km                  |
| Bronz | Bice Vanzetta Manuela Di Centa Gabriella Paruzzi Stefania Belmondo | Sífutás  | Női 4 × 5 km váltó           |
| Bronz | Hansjörg Raffl Norbert Huber                                       | Szánkó   | Kettes                       |

## Alpesisí
Férfi
| Versenyző               | Versenyszám            | 1. futam      | 1. futam      | 2. futam | 2. futam | Összesítés    | Összesítés    |
| Versenyző               | Versenyszám            | Idő           | Hely.         | Idő      | Hely.    | Idő           | Helyezés      |
| ----------------------- | ---------------------- | ------------- | ------------- | -------- | -------- | ------------- | ------------- |
| Sergio Bergamelli       | Óriás-műlesiklás       | 1:06,95       | 18.*          | 1:04,80  | 18.      | 2:11,75       | 17.           |
| Franco Colturi          | Lesiklás               |               |               |          |          | 1:52,07       | 10.           |
| Fabio De Crignis        | Műlesiklás             | 53,31         | 10.           | kizárták | kizárták | kiesett       | kiesett       |
| Carlo Gerosa            | Műlesiklás             | 53,18         | 8.            | 53,92    | 13.      | 1:47,10       | 11.           |
| Kristian Ghedina        | Lesiklás               |               |               |          |          | 1:52,28       | 11.           |
| Patrick Holzer          | Óriás-műlesiklás       | nem ért célba | nem ért célba | kiesett  | kiesett  | kiesett       | kiesett       |
| Patrick Holzer          | Szuperóriás-műlesiklás |               |               |          |          | nem ért célba | nem ért célba |
| Konrad Kurt Ladstaetter | Műlesiklás             | 54,68         | 22.           | 55,19    | 21.      | 1:49,87       | 21.           |
| Gianfranco Martin       | Lesiklás               |               |               |          |          | 1:52,48       | 14.           |
| Gianfranco Martin       | Szuperóriás-műlesiklás |               |               |          |          | 1:14,81       | 12.           |
| Josef Polig             | Óriás-műlesiklás       | 1:06,17       | 11.           | 1:03,28  | 10.      | 2:09,45       | 9.*           |
| Josef Polig             | Szuperóriás-műlesiklás |               |               |          |          | 1:13,88       | 5.            |
| Danilo Sbardellotto     | Lesiklás               |               |               |          |          | nem ért célba | nem ért célba |
| Alberto Senigagliesi    | Szuperóriás-műlesiklás |               |               |          |          | 1:15,70       | 19.           |
| Alberto Tomba           | Műlesiklás             | 53,01         | 6.            | 51,66    | 1.       | 1:44,67       |               |
| Alberto Tomba           | Óriás-műlesiklás       | 1:04,57       | 1.            | 1:02,41  | 1.       | 2:06,98       |               |

| Versenyző         | Versenyszám | Lesiklás | Lesiklás | Lesiklás | Műlesiklás | Műlesiklás | Műlesiklás | Műlesiklás | Műlesiklás | Műlesiklás | Műlesiklás | Összesítés | Összesítés |
| Versenyző         | Versenyszám | Lesiklás | Lesiklás | Lesiklás | 1. futam   | 1. futam   | 2. futam   | 2. futam   | Össz.      | Össz.      | Össz.      | Összesítés | Összesítés |
| Versenyző         | Versenyszám | Idő      | Pont     | Hely.    | Idő        | Hely.      | Idő        | Hely.      | Idő        | Pont       | Hely.      | Pont       | Helyezés   |
| ----------------- | ----------- | -------- | -------- | -------- | ---------- | ---------- | ---------- | ---------- | ---------- | ---------- | ---------- | ---------- | ---------- |
| Franco Colturi    | Összetett   | 1:45,59  | 6,32     | 3.       | 1:09,46    | 40.        | 1:01,78    | 33.        | 2:11,24    | 170,37     | 37.        | 176,69     | 31.        |
| Kristian Ghedina  | Összetett   | 1:46,65  | 17,12    | 15.      | 52,43      | 15.        | 52,48      | 7.         | 1:44,91    | 21,83      | 11.        | 38,96      | 6.         |
| Josef Polig       | Összetett   | 1:45,78  | 8,26     | 6.       | 51,27      | 12.        | 50,89      | 2.         | 1:42,16    | 6,32       | 5.         | 14,58      |            |
| Gianfranco Martin | Összetett   | 1:45,48  | 5,20     | 2.       | 50,16      | 7.         | 52,60      | 8.         | 1:42,76    | 9,70       | 7.         | 14,90      |            |

Női
| Versenyző          | Versenyszám            | 1. futam      | 1. futam      | 2. futam      | 2. futam      | Összesítés | Összesítés |
| Versenyző          | Versenyszám            | Idő           | Hely.         | Idő           | Hely.         | Idő        | Helyezés   |
| ------------------ | ---------------------- | ------------- | ------------- | ------------- | ------------- | ---------- | ---------- |
| Deborah Compagnoni | Óriás-műlesiklás       | nem ért célba | nem ért célba | kiesett       | kiesett       | kiesett    | kiesett    |
| Deborah Compagnoni | Szuperóriás-műlesiklás |               |               |               |               | 1:21,22    |            |
| Morena Gallizio    | Szuperóriás-műlesiklás |               |               |               |               | 1:26,19    | 23.        |
| Lara Magoni        | Műlesiklás             | 49,73         | 15.           | 45,27         | 9.            | 1:35,00    | 12.        |
| Lara Magoni        | Óriás-műlesiklás       | 1:09,13       | 23.           | nem ért célba | nem ért célba | kiesett    | kiesett    |
| Barbara Merlin     | Óriás-műlesiklás       | 1:08,47       | 17.           | 1:08,85       | 16.           | 2:17,32    | 16.        |
| Barbara Merlin     | Szuperóriás-műlesiklás |               |               |               |               | 1:25,13    | 16.        |
| Bibiana Perez      | Műlesiklás             | nem ért célba | nem ért célba | kiesett       | kiesett       | kiesett    | kiesett    |
| Bibiana Perez      | Óriás-műlesiklás       | nem ért célba | nem ért célba | kiesett       | kiesett       | kiesett    | kiesett    |
| Bibiana Perez      | Szuperóriás-műlesiklás |               |               |               |               | 1:24,69    | 13.        |
| Astrid Plank       | Műlesiklás             | nem ért célba | nem ért célba | kiesett       | kiesett       | kiesett    | kiesett    |

| Versenyző       | Versenyszám | Lesiklás | Lesiklás | Lesiklás | Műlesiklás | Műlesiklás | Műlesiklás | Műlesiklás | Műlesiklás | Műlesiklás | Műlesiklás | Összesítés | Összesítés |
| Versenyző       | Versenyszám | Lesiklás | Lesiklás | Lesiklás | 1. futam   | 1. futam   | 2. futam   | 2. futam   | Össz.      | Össz.      | Össz.      | Összesítés | Összesítés |
| Versenyző       | Versenyszám | Idő      | Pont     | Hely.    | Idő        | Hely.      | Idő        | Hely.      | Idő        | Pont       | Hely.      | Pont       | Helyezés   |
| --------------- | ----------- | -------- | -------- | -------- | ---------- | ---------- | ---------- | ---------- | ---------- | ---------- | ---------- | ---------- | ---------- |
| Morena Gallizio | Összetett   | 1:29,84  | 49,86    | 25.      | 36,94      | 19.        | 37,62      | 15.        | 1:14,56    | 43,35      | 13.        | 93,21      | 16.        |

* - egy másik versenyzővel azonos eredményt ért el

## Biatlon
Férfi
| Versenyző                                                          | Versenyszám      | Lövőhiba | Időeredmény | Helyezés |
| ------------------------------------------------------------------ | ---------------- | -------- | ----------- | -------- |
| Pieralberto Carrara                                                | 10 km sprint     | 3        | 28:30,1     | 41.      |
| Hubert Leitgeb                                                     | 10 km sprint     | 2        | 27:40,3     | 26.      |
| Wilfried Pallhuber                                                 | 20 km egyéni     | 6        | 1:02:35,4   | 40.      |
| Johann Passler                                                     | 10 km sprint     | 3        | 27:20,4     | 15.      |
| Johann Passler                                                     | 20 km egyéni     | 4        | 58:25,9     | 7.       |
| Gottlieb Taschler                                                  | 20 km egyéni     | 3        | 1:02:41,3   | 44.      |
| Andreas Zingerle                                                   | 10 km sprint     | 1        | 26:38,6     | 7.       |
| Andreas Zingerle                                                   | 20 km egyéni     | 4        | 1:00:05,6   | 17.      |
| Hubert Leitgeb Johann Passler Pieralberto Carrara Andreas Zingerle | 4 × 7,5 km váltó | 2        | 1:26:18,1   | 4.       |

Női
| Versenyző                                          | Versenyszám      | Lövőhiba | Időeredmény | Helyezés |
| -------------------------------------------------- | ---------------- | -------- | ----------- | -------- |
| Erica Carrara                                      | 7,5 km sprint    | 4        | 28:38,5     | 49.      |
| Erica Carrara                                      | 15 km egyéni     | 4        | 1:00:58,8   | 53.      |
| Siegrid Pallhuber                                  | 7,5 km sprint    | 5        | 29:23,1     | 56.      |
| Siegrid Pallhuber                                  | 15 km egyéni     | 4        | 58:27,3     | 38.      |
| Nathalie Santer                                    | 7,5 km sprint    | 3        | 26:28,7     | 16.      |
| Nathalie Santer                                    | 15 km egyéni     | 3        | 53:10,3     | 8.       |
| Monika Schwingshackl                               | 7,5 km sprint    | 2        | 27:56,1     | 37.      |
| Monika Schwingshackl                               | 15 km egyéni     | 8        | 1:02:39,5   | 57.      |
| Erica Carrara Monika Schwingshackl Nathalie Santer | 3 × 7,5 km váltó | 2        | 1:24:00,8   | 13.      |

## Bob
| Versenyző                                                             | Versenyszám | 1. futam | 1. futam | 2. futam | 2. futam | 3. futam | 3. futam | 4. futam | 4. futam | Összesítés | Összesítés |
| Versenyző                                                             | Versenyszám | Idő      | Hely.    | Idő      | Hely.    | Idő      | Hely.    | Idő      | Hely.    | Idő        | Helyezés   |
| --------------------------------------------------------------------- | ----------- | -------- | -------- | -------- | -------- | -------- | -------- | -------- | -------- | ---------- | ---------- |
| Günther Huber Stefano Ticci                                           | Kettes      | 1:00,36  | 7.       | 1:00,87  | 1.*      | 1:01,08  | 3.       | 1:01,41  | 11.      | 4:03,72    | 5.         |
| Pasquale Gesuito Antonio Tartaglia                                    | Kettes      | 1:01,02  | 15.      | 1:01,07  | 6.       | 1:01,52  | 12.      | 1:01,33  | 8.       | 4:04,94    | 12.        |
| Pasquale Gesuito Antonio Tartaglia Paolo Canedi Stefano Ticci         | Négyes      | 58,78    | 14.      | 58,83    | 8.*      | 59,12    | 15.      | 59,15    | 15.      | 3:55,88    | 12.        |
| Günther Huber Marco Andreatta Thomas Rottensteiner Marcantonio Stiffi | Négyes      | 58,76    | 13.      | 59,11    | 17.      | 58,97    | 13.      | 59,14    | 14.      | 3:55,98    | 15.        |

* - egy másik csapattal azonos eredményt ért el

## Gyorskorcsolya
Férfi
| Versenyző            | Versenyszám | Eredmény | Helyezés |
| -------------------- | ----------- | -------- | -------- |
| Alessandro De Taddei | 1500 m      | 2:00,86  | 30.      |
| Roberto Sighel       | 1500 m      | 1:57,32  | 11.      |
| Roberto Sighel       | 5000 m      | 7:16,55  | 14.      |
| Roberto Sighel       | 10 000 m    | 14:38,23 | 9.       |

Női
| Versenyző      | Versenyszám | Eredmény | Helyezés |
| -------------- | ----------- | -------- | -------- |
| Elena Belci    | 1500 m      | 2:10,75  | 19.*     |
| Elena Belci    | 3000 m      | 4:34,28  | 14.      |
| Elena Belci    | 5000 m      | 7:50,42  | 10.      |
| Elke Felicetti | 3000 m      | 4:44,14  | 23.      |
| Elke Felicetti | 5000 m      | 8:08,44  | 20.      |

* - egy másik versenyzővel azonos eredményt ért el

## Jégkorong
| Olasz férfi jégkorongcsapat-játékoskeret | Olasz férfi jégkorongcsapat-játékoskeret | Olasz férfi jégkorongcsapat-játékoskeret                                                                 |
| --- | --- | --- |
| - Jim Camazzola - Anthony Circelli - Georg Comploi - Michael de Angelis - David Delfino - Giuseppe Foglietta - Robert Ginnetti - Emilio Iovio | - Robert Manno - Giovanni Marchetti - Rick Morocco - Frank Nigro - Robert Oberrauch - Santino Pellegrino - Marco Scapinello - Martino Soracreppa | - William Stewart - Lucio Topatigh - John Vecchiarelli - Ivano Zanatta - Michael Zanier - Bruno Zarrillo |

### Eredmények
A csoport
| Csapat           | M | Gy | D | V | G+ | G– | Gk  | P |
| ---------------- | - | -- | - | - | -- | -- | --- | - |
| Egyesült Államok | 5 | 4  | 1 | 0 | 18 | 7  | +11 | 9 |
| Svédország       | 5 | 3  | 2 | 0 | 22 | 11 | +11 | 8 |
| Finnország       | 5 | 3  | 1 | 1 | 22 | 11 | +11 | 7 |
| Németország      | 5 | 2  | 0 | 3 | 11 | 12 | –1  | 4 |
| Olaszország      | 5 | 1  | 0 | 4 | 18 | 24 | –6  | 2 |
| Lengyelország    | 5 | 0  | 0 | 5 | 4  | 30 | –26 | 0 |

| 1992. február 9. | Egyesült Államok (USA) | 6 – 3 (2–1, 0–2, 4–0) | Olaszország | Méribel, Franciaország |

|  |  |  |  |  |
|  |  |  |  |  |
|  |  |  |  |  |
|  |  |  |  |  |

| 1992. február 11. | Svédország (SWE) | 7 – 3 (2–0, 4–1, 1–2) | Olaszország | Méribel, Franciaország |

|  |  |  |  |  |
|  |  |  |  |  |
|  |  |  |  |  |
|  |  |  |  |  |

| 1992. február 13. | Olaszország (ITA) | 7 – 1 (5–1, 1–0, 1–0) | Lengyelország | Méribel, Franciaország |

|  |  |  |  |  |
|  |  |  |  |  |
|  |  |  |  |  |
|  |  |  |  |  |

| 1992. február 15. | Németország (GER) | 5 – 2 (2–0, 0–2, 3–0) | Olaszország | Méribel, Franciaország |

|  |  |  |  |  |
|  |  |  |  |  |
|  |  |  |  |  |
|  |  |  |  |  |

| 1992. február 17. | Finnország (FIN) | 5 – 3 (3–0, 0–1, 2–2) | Olaszország | Méribel, Franciaország |

|  |  |  |  |  |
|  |  |  |  |  |
|  |  |  |  |  |
|  |  |  |  |  |

A 9–12. helyért
| 1992. február 18. | Norvégia (NOR) | 5 – 3 (1–1, 2–1, 2–1) | Olaszország | Méribel, Franciaország |

|  |  |  |  |  |
|  |  |  |  |  |
|  |  |  |  |  |
|  |  |  |  |  |

A 11. helyért
| 1992. február 20. | Lengyelország (POL) | 4 – 1 (0–0, 0–0, 0–0) | Olaszország | Méribel, Franciaország |

|  |  |  |  |  |
|  |  |  |  |  |
|  |  |  |  |  |
|  |  |  |  |  |

| Csapat      | Helyezés |
| ----------- | -------- |
| Olaszország | 12.      |

## Műkorcsolya
| Versenyző                     | Versenyszám  | Rövid program     | Rövid program | Rövid program | Kűr               | Kűr        | Kűr         | Összesítés         | Összesítés |
| Versenyző                     | Versenyszám  | Több. hely. száma | Hely.         | Hely. pont.   | Több. hely. száma | Hely.      | Hely. pont. | Helyezési pontszám | Helyezés   |
| ----------------------------- | ------------ | ----------------- | ------------- | ------------- | ----------------- | ---------- | ----------- | ------------------ | ---------- |
| Gilberto Viadana              | Férfi egyéni | 5×18+             | 19.           | 9,5           | nem indult        | nem indult | nem indult  | -                  | 24.        |
| Anna Tabacchi Massimo Salvade | Páros        | 6×15+             | 15.           | 7,5           | 7×15+             | 15.        | 15,0        | 22,5               | 15.        |

| Versenyző                             | Versenyszám | Kötelező tánc 1   | Kötelező tánc 1 | Kötelező tánc 1 | Kötelező tánc 2   | Kötelező tánc 2 | Kötelező tánc 2 | Eredeti (original) tánc | Eredeti (original) tánc | Eredeti (original) tánc | Kűr               | Kűr   | Kűr         | Összesítés         | Összesítés |
| Versenyző                             | Versenyszám | Több. hely. száma | Hely.           | Hely. pont.     | Több. hely. száma | Hely.           | Hely. pont.     | Több. hely. száma       | Hely.                   | Hely. pont.             | Több. hely. száma | Hely. | Hely. pont. | Helyezési pontszám | Helyezés   |
| ------------------------------------- | ----------- | ----------------- | --------------- | --------------- | ----------------- | --------------- | --------------- | ----------------------- | ----------------------- | ----------------------- | ----------------- | ----- | ----------- | ------------------ | ---------- |
| Stefania Calegari Pasquale Camerlengo | Jégtánc     | 7×5+              | 5.              | 1,0             | 9×5+              | 5.              | 1,0             | 9×5+                    | 5.                      | 3,0                     | 9×5+              | 5.    | 5,0         | 10,0               | 5.         |
| Anna Croci Luca Mantovani             | Jégtánc     | 8×13+             | 13.             | 2,6             | 8×13+             | 13.             | 2,6             | 8×13+                   | 13.                     | 7,8                     | 6×12+             | 12.   | 12,0        | 25,0               | 13.        |

## Rövidpályás gyorskorcsolya
Férfi
| Versenyző                                                    | Versenyszám  | Előfutam | Előfutam | Negyeddöntő | Negyeddöntő | Elődöntő | Elődöntő | B döntő | B döntő | Döntő   | Döntő   | Helyezés |
| Versenyző                                                    | Versenyszám  | Idő      | Hely.    | Idő         | Hely.       | Idő      | Hely.    | Idő     | Hely.   | Idő     | Hely.   | Helyezés |
| ------------------------------------------------------------ | ------------ | -------- | -------- | ----------- | ----------- | -------- | -------- | ------- | ------- | ------- | ------- | -------- |
| Orazio Fagone                                                | 1000 m       | 1:34,91  | 4.       | kiesett     | kiesett     | kiesett  | kiesett  | kiesett | kiesett | kiesett | kiesett | 24.      |
| Hugo Herrnhof                                                | 1000 m       | 1:33,35  | 2.       | 1:34,85     | 3.          | kiesett  | kiesett  | kiesett | kiesett | kiesett | kiesett | 12.      |
| Orazio Fagone Hugo Herrnhof Roberto Peretti Mirko Vuillermin | 5000 m váltó |          |          | 7:28,32     | 2.          | 7:32,80  | 4.       | 7:32,80 | 4.      |         |         | 8.       |

Női
| Versenyző                                                             | Versenyszám  | Előfutam | Előfutam | Negyeddöntő | Negyeddöntő | Elődöntő | Elődöntő | B döntő | B döntő | Döntő   | Döntő   | Helyezés |
| Versenyző                                                             | Versenyszám  | Idő      | Hely.    | Idő         | Hely.       | Idő      | Hely.    | Idő     | Hely.   | Idő     | Hely.   | Helyezés |
| --------------------------------------------------------------------- | ------------ | -------- | -------- | ----------- | ----------- | -------- | -------- | ------- | ------- | ------- | ------- | -------- |
| Marinella Canclini                                                    | 500 m        | 47,00    | 1.       | 1:27,18     | 4.          | kiesett  | kiesett  | kiesett | kiesett | kiesett | kiesett | 11.      |
| Cristina Sciolla                                                      | 500 m        | 52,53    | 3.       | kiesett     | kiesett     | kiesett  | kiesett  | kiesett | kiesett | kiesett | kiesett | 22.      |
| Marinella Canclini Maria Rosa Candido Ketty La Torre Cristina Sciolla | 3000 m váltó |          |          |             |             | 4:47,31  | 4.       | kiesett | kiesett | kiesett | kiesett | 7.       |

## Síakrobatika
Mogul
| Versenyző        | Versenyszám | Selejtező | Selejtező | Döntő   | Döntő    |
| Versenyző        | Versenyszám | Pont      | Helyezés  | Pont    | Helyezés |
| ---------------- | ----------- | --------- | --------- | ------- | -------- |
| Simone Mottini   | Férfi       | 19,92     | 24.       | kiesett | kiesett  |
| Walter Osta      | Férfi       | 15,81     | 37.       | kiesett | kiesett  |
| Paolo Silvestri  | Férfi       | 15,44     | 38.       | kiesett | kiesett  |
| Giorgio Zini     | Férfi       | 9,47      | 43.       | kiesett | kiesett  |
| Silvia Marciandi | Női         | 21,72     | 7.        | 19,66   | 7.       |
| Petra Moroder    | Női         | 18,69     | 11.       | kiesett | kiesett  |

## Sífutás
Férfi
| Versenyző                                                     | Versenyszám         | Eredmény      | Helyezés      |
| ------------------------------------------------------------- | ------------------- | ------------- | ------------- |
| Marco Albarello                                               | 10 km               | 27:55,2       |               |
| Marco Albarello                                               | 15 km üldözőverseny | 38:57,3       | 4.            |
| Marco Albarello                                               | 30 km               | 1:23:55,7     | 4.            |
| Maurilio de Zolt                                              | 10 km               | 32:00,1       | 58.           |
| Maurilio de Zolt                                              | 15 km üldözőverseny | nem ért célba | nem ért célba |
| Maurilio de Zolt                                              | 50 km               | 2:04:39,1     |               |
| Silvio Fauner                                                 | 10 km               | 28:53,8       | 10.           |
| Silvio Fauner                                                 | 15 km üldözőverseny | 39:58,9       | 7.            |
| Gianfranco Polvara                                            | 30 km               | 1:26:26,2     | 20.           |
| Gianfranco Polvara                                            | 50 km               | 2:09:27,8     | 10.           |
| Giuseppe Puliè                                                | 30 km               | 1:26:02,4     | 16.           |
| Alfred Runggaldier                                            | 50 km               | 2:10:03,1     | 11.           |
| Fulvio Valbusa                                                | 30 km               | 1:26:07,1     | 17.           |
| Giorgio Vanzetta                                              | 10 km               | 28:26,9       | 7.            |
| Giorgio Vanzetta                                              | 15 km üldözőverseny | 38:56,2       |               |
| Giorgio Vanzetta                                              | 50 km               | 2:06:42,1     |               |
| Giuseppe Puliè Marco Albarello Giorgio Vanzetta Silvio Fauner | 4 × 10 km váltó     | 1:40:52,7     |               |

Női
| Versenyző                                                          | Versenyszám         | Eredmény      | Helyezés      |
| ------------------------------------------------------------------ | ------------------- | ------------- | ------------- |
| Stefania Belmondo                                                  | 5 km                | 14:26,2       | 4.            |
| Stefania Belmondo                                                  | 10 km üldözőverseny | 26:17,8       |               |
| Stefania Belmondo                                                  | 15 km               | 44:02,4       | 5.            |
| Stefania Belmondo                                                  | 30 km               | 1:22:30,1     |               |
| Laura Bettega                                                      | 30 km               | 1:33:49,3     | 35.           |
| Manuela Di Centa                                                   | 5 km                | 14:55,4       | 12.           |
| Manuela Di Centa                                                   | 10 km üldözőverseny | 27:55,7       | 10.           |
| Manuela Di Centa                                                   | 30 km               | 1:27:04,4     | 6.            |
| Gabriella Paruzzi                                                  | 5 km                | 15:13,9       | 23.           |
| Gabriella Paruzzi                                                  | 10 km üldözőverseny | 28:38,8       | 16.           |
| Gabriella Paruzzi                                                  | 15 km               | 44:44,0       | 9.            |
| Gabriella Paruzzi                                                  | 30 km               | 1:28:18,1     | 12.           |
| Bice Vanzetta                                                      | 5 km                | 15:28,4       | 28.           |
| Bice Vanzetta                                                      | 10 km üldözőverseny | 28:48,7       | 20.           |
| Bice Vanzetta                                                      | 15 km               | nem ért célba | nem ért célba |
| Bice Vanzetta Manuela Di Centa Gabriella Paruzzi Stefania Belmondo | 4 × 5 km váltó      | 1:00:25,9     |               |

## Síugrás
| Versenyző                              | Versenyszám | 1. ugrás | 1. ugrás | 2. ugrás | 2. ugrás | Összesítés | Összesítés |
| Versenyző                              | Versenyszám | Pont     | Hely.    | Pont     | Hely.    | Pont       | Helyezés   |
| -------------------------------------- | ----------- | -------- | -------- | -------- | -------- | ---------- | ---------- |
| Roberto Cecon                          | Normálsánc  | 94,3     | 29.      | 91,2     | 38.*     | 185,5      | 37.        |
| Roberto Cecon                          | Nagysánc    | 68,0     | 43.      | 73,9     | 26.      | 141,9      | 32.        |
| Ivan Lunardi                           | Normálsánc  | 104,1    | 14.      | 89,1     | 44.      | 193,2      | 22.        |
| Ivan Lunardi                           | Nagysánc    | 99,2     | 6.       | 86,0     | 12.      | 185,2      | 7.         |
| Ivo Pertile                            | Normálsánc  | 84,6     | 50.      | 85,1     | 49.      | 169,7      | 52.        |
| Ivo Pertile                            | Nagysánc    | 71,2     | 37.      | 62,0     | 41.      | 133,2      | 38.        |
| Roberto Cecon Ivo Pertile Ivan Lunardi | Csapat      | 262,3    | 11.      | 209,9    | 13.      | 472,2      | 13.        |

* - egy másik versenyzővel azonos eredményt ért el

## Szánkó
| Versenyző                    | Versenyszám | 1. futam | 1. futam | 2. futam | 2. futam | 3. futam | 3. futam | 4. futam | 4. futam | Összesítés | Összesítés |
| Versenyző                    | Versenyszám | Idő      | Hely.    | Idő      | Hely.    | Idő      | Hely.    | Idő      | Hely.    | Idő        | Helyezés   |
| ---------------------------- | ----------- | -------- | -------- | -------- | -------- | -------- | -------- | -------- | -------- | ---------- | ---------- |
| Oswald Haselrieder           | Férfi egyes | 45,698   | 10.      | 45,319   | 1.       | 46,252   | 6.       | 46,007   | 5.       | 3:03,276   | 7.         |
| Norbert Huber                | Férfi egyes | 45,506   | 5.       | 45,400   | 4.       | 46,105   | 4.       | 45,962   | 4.       | 3:02,973   | 4.         |
| Gerhard Plankensteiner       | Férfi egyes | 45,676   | 9.       | 45,752   | 10.      | 46,313   | 11.      | 46,167   | 11.      | 3:03,908   | 11.        |
| Natalie Obkircher            | Női egyes   | 47,432   | 17.      | 47,423   | 18.      | 47,556   | 18.      | 47,490   | 19.      | 3:09,901   | 19.        |
| Gerda Weissensteiner         | Női egyes   | 46,954   | 4.       | 46,988   | 5.       | 46,894   | 4.       | 46,837   | 5.       | 3:07,673   | 4.         |
| Hansjörg Raffl Norbert Huber | Kettes      | 46,114   | 2.       | 46,184   | 3.       |          |          |          |          | 1:32,298   |            |
| Kurt Brugger Wilfried Huber  | Kettes      | 46,447   | 5.       | 46,363   | 5.       |          |          |          |          | 1:32,810   | 5.         |